# Zürcher Schriftsteller und Schriftstellerinnen Verband, Verband Ostschweizer Autorinnen und Autoren
Der Zürcher Schriftsteller und Schriftstellerinnen Verband, Verband Ostschweizer Autorinnen und Autoren (ZSV) ist ein Zürcher Verband von Schriftstellern. Der Verband wurde 1942 von Max Gertsch, Willi Stokar und Jenö Marton unter dem Namen Zürcher Schriftsteller-Verein gegründet. Er fördert Autoren, veranstaltet Lesungen und veröffentlicht die Zeitschrift WORT.
Der archivalische Bestand des ZSV befindet sich in der Zentralbibliothek Zürich.

## Präsidenten
- Max Gertsch, 1942–1948
- Ernst Aeppli, 1948–1950
- Rudolf Hoesli, 1950–1955
- Otto Steiger, 1956–1957
- Alfred Flückiger, 1958–1970
- Heiner Gross, 1970–1974
- Toni Föllmi, 1974–1977
- Peter Riesterer, 1977–1983
- Al’Leu, 1983–1994
- Elisabeth Brägger–Bisang, 1995 interimistisch
- Eveline Scherer, 1996–1998
- Oskar Stucky, 1998–2001
- Ernst Schlatter, 2002–2010
- Al’Leu, 2011–2018
- August Guido Holstein, (ad interim), 2019
- Yves Baer, seit 2019

Quelle